# Moi International Sports Centre
Il Moi International Sports Centre (conosciuto anche con l'acronimo MISC) è un impianto sportivo polivalente a Kasarani, nella Contea di Nairobi, inaugurato nel 1987 in occasione dei IV Giochi panafricani. L'impianto è intitolato all'ex Presidente Daniel arap Moi.

## Impianti

### Kasarani Stadium
Il Kasarani Stadium (o Safaricom Stadium Kasarani, dal nome dello sponsor) è un campo in erba naturale con pista di atletica leggera a 8 corsie e rettilineo a 9. È sede della Nazionale di calcio del Kenya e del Mathare United F.C., iscritto alla Premier League del Kenya.
È inoltre sede dell'Athletics Kenya. Ha ospitato i Campionati del mondo under 18 di atletica leggera 2017 e i Campionati del mondo under 20 di atletica leggera 2021.

### Kasarani Indoor Arena
La Kasarani Indoor Arena (o Safaricom Indoor Arena, dal nome dello sponsor) è un'arena coperta che ospita gare di pallavolo, pallacanestro, ginnastica, badminton, pugilato, lotta, arti marziali e tennistavolo.

### Kasarani Aquatic Complex
Il Kasarani Aquatic Complex si compone di una piscina olimpica e una vasca per i tuffi con tre trampolini e una piattaforma. Il complesso è composto anche da una piscina per il riscaldamento e da una piscina per bambini.

### Stadion Hotel
Completa il centro sportivo lo Stadion Hotel, un hotel di 108 stanze con un ristorante da 200 posti.